# اترود
اترود، روستایی از توابع بخش اتاقور شهرستان لنگرود در استان گیلان ایران است.

## جمعیت
این روستا در دهستان اتاقور قرار دارد و براساس سرشماری مرکز آمار ایران در سال ۱۳۸۵، جمعیت آن ۱۲۹ نفر (۲۸خانوار) بوده‌است.